# Tvorjenke v Slovnici štirih
Anton Bajec, Rudolf Kolarič, Mirko Rupel in Jakob Šolar so v Slovenski slovnici  (1956, 1964, 1968, 1971, 1973) besedotvorje pod poimenovanjem tvorba besedi obravnavali v treh poglavjih: Besedno gradivo, v katerem so opredelili predmet besedotvorja in uvedli ključne termine, Oblikoslovje, v katerem so tvorjenke obravnavali glede na besedno vrsto, in Pisne prvine pod razdelkom Pisava sestavljenih besed. 
Besede tvorimo, ker je koren besed zelo splošen in oblikovno neopredeljiv, za to jezik uporablja posebna sredstva, ki korene pomensko in oblikovno natančneje opredelijo. Besedotvorna oblikovna obrazila opredelijo kot posebne glasovne skupine, ki jih jezik strni s korenom in mu s tem spremeni osnovni pomen. Ista besedotvorna obrazila dajejo različnim korenom skupen pomenski odtenek, različna pa istemu korenu dajejo različen besedotvorni pomen (Bajec idr. 1971: 117–118). 
Oblikovna obrazila dodajamo na osnovo – stalni del besede, oblikovan iz korena in pripone, spreminjajo se le obrazila (de-v-ic-a, de-v-ic-e; vel-ik-an-ski-i, vel-ik-an-sk-a) ali na neposredno na koren brez vmesnih pripon (vesti : voz; bresti : brod; biti : boj; liti : loj) (Bajec idr. 1971: 119).
V slovenščini prepoznavajo tri besedotvorne vrste: izvajanje (nastanejo izvedenke), sestavljanje (nastanejo sestavljenke) in zlaganje (nastanejo zloženke) (Bajec idr. 1971: 119). 
Izvedenke so besede, »ki so izvedene s priponami ali sufiksi«. Pripone so osnovi pripete glasovne skupine. Največkrat se dodajajo že narejenim besedam. Prvotne pripone so v sodobnem jeziku večinoma neprepoznavne, teh besed zato po pomenu in obliki ne določajo več, nastajajo pa nove pripone z različno razširjenostjo. Besede, izvedene iz imen (samostalnikov in pridevnikov) so imenske izvedenke, izvedene iz glagolskih osnov (nedoločniške, sedanjiške ali velelniške) pa glagolske izvedenke. Primeri izvedenk: lep-ota, lepot-en, lepot-iti, lepot-ica, lepotič-enje (Bajec idr. 1971: 118–119).  
Sestavljenke ali prefigiranke so besede, sestavljene s predponami ali prefiksi, to je z glasovnimi skupinami, dodanimi pred osnovo. Nekaj primerov sestavljenk: do-voziti, iz-voziti, ob-voziti, iz-liti, iz-reči, iz-teči, iz-iti, iz-biti, iz-vleči, iz-trgati (Bajec idr. 1971: 119–120).
Zloženke so besede, »sestavljene iz dveh (ali več) besed, katerih samostojni pomen jezik še občuti, a vendar dajeta v zložitvi še poseben, od sestavin različen pomen«. Dela zloženke sta lahko tesno spojena (pedenjčlovek, laketbrada) ali samo postavljena drug ob drugega (figa mož), pri čemer lahko ohranita vsak svoj naglas (fíga móž) ali prideta pod skupnega (volkodlák). Narazen pisani besedi sta zloženka, če imata zaradi sopostavitve poseben pomen; pedenj človek je tako zloženka, ker pomeni človeka, ki ne drži besede, Novo mesto pa ne, ker besedi skupaj ne ustvarjata enotnega pomena. Zloženke se po zunanjem videzu delijo na štiri skupine: sklope, velelniške, imenske in glagolske zloženke. V sklopu so besede postavljene skupaj brez veznega vokala in ohranjajo svojo besedno funkcijo (ne-pridi-prav, nema-nič, peš pot, dolg-čas, vbogaj-me, božj-ast, mojster skaza, možicelj vstajač, pol ptič pol miš, men-da, more-biti, se-ve-da, dve-leten, tri-nožnik, pol-dne). Velelniške zloženke imajo v prvem delu velelnik in so redke (cvili-mož, kaži-pot, tri-nog, zahvali-bogca, Kuri-pečič, Gazi-voda, Tresi-glav). Imenske zloženke so sestavljene iz imen – samostalnikov in pridevnikov, dela sta povezana z veznim vokalom -o- ali -e- za mehkimi konzonanti (črno-las, rdeče-bradec, trmo-glav, trmo-glavec, trmo-glavka, trmo-glavost). Večinoma gre za prvotne pridevnike, iz katerih so bili samostalniki tvorjeni z izpeljavo. Glagolske zloženke imajo v drugem delu glagolsko osnovo in imajo stavčni pomen (kolo-voz = pot, po kateri kola vozijo, konje-der = konje dere, uho-laz = v uho leze, drvo-sek) (Bajec idr. 1971: 120).

## Izpeljava samostalnikov
Izpeljani so tisti samostalniki, ki so izvedeni s priponami ali sufiksi. Izpeljanke avtorji v slovnici imenujejo tudi izvedenke. Pripone se dodajajo na koren ali še večkrat na že narejeno besedo. Sprva je vsaka pripona imela svoj pomen, nekaterim je pozneje obledel, mnogim pa se je prvotni pomen ali katera od njegovih tančin ohranila do danes (Bajec idr. 1971: 151).
Z dodajanjem pripon glede na njihov pomen nastajajo (Bajec idr. 1971: 151–152): 
- imena delujočih oseb (-aj, -ar, -telj, -ak, -jak, -ka, -ica, ǝc, -ež, -ič, -ač),
- imena, ki pomenijo glagolsko dejanje (-ja, -je, tǝv, -ava, -ba, -ež),
- imena, ki pomenijo učinek glagolskega dejanja (-ba, -ek, -ka),
- imena, ki zaznamujejo kraj (-ija, -arna, -ilnica, -alnica, -ak, -išče),
- orodna imena (-lo, -lnik, -lnica, -ača),
- skupna imena (-je, -ina, -ad),
- manjšalna imena (-e, -ika, ǝk, -ka, -ica, -ǝc, -ca, -ce, -ič),
- večalna imena (-ina, -ač),
- slabšalna imena (-ela, -ulja, -un, -e, -avt, -avs, -uh),
- pojmovna imena (-je, -ija, -inja, -ina, -stvo, -ota, -ost, -oba, -oča),
- imena ženskih bitij (-inja, -ka, -ica),
- imena prebivalcev (-jan, -ǝc),
- imena rastlin (-ika),
- snovna imena (-ina, -ivo, -enjak),
- imena za mero in ceno (-nina, -arina),
- imena, ki posnemajo naravne glasove (-et, -ot).

Primeri tako nastalih izpeljank: čuvaj, kuhar, učitelj, prosjak, veljak, igralka, perica, godec, klatež, ribič, kričač; hoja, branje, žetev, menjava, postrežba, metež; zgodba, izvleček, povedka; kovačija, pisarna, gostilnica, prodajalnica, golobnjak, stojišče; šilo, česalnik, mlatilnica, brisača; brinje, zlatnina, divjad; otroče, bucika, bobek, nitka, mizica, bratec, klopca, mestece, tatič; babela, skopulja, pisun, kljuse, stiskavt, kmetavs, lehuh; življenje, domačija, blaginja, belina, bogastvo, lepota, modrost, lenoba, čistoča; boginja, bralka, golobica; Rimljan, Primorec; planika; govedina, cepivo, medenjak; brodnina, stanarina; hehet, krohot.

## Zlaganje samostalnikov
Zloženi samostalniki sestojijo iz dveh (ali več) besed, katerih samostojni pomen jezik še občuti, a dajeta v zložitvi poseben pomen. Zloženke se delijo na sklope, velelniške zloženke in imenske zloženke (Bajec idr. 1971: 155).
V sklopu sta polnopomenski besedi postavljeni druga ob drugo, med njima ni veznega vokala, skupaj pa dajeta enoten pojem (oče-naš, ne-bodi-ga-treba). Pri zapisu so lahko strnjene ali ne (peš pot, figa mož : stonoga, nepridiprav) (Bajec idr. 1971: 156). 
Zgledi za sklope: nepridiprav, nebodigatreba, nemanič, pridanič, vbogajme, očenaš, dolgčas, mrčes, peš pot, figa mož, mož beseda, laket brada, mojster skaza, možicelj vstajač, pol tič pol miš, triglav, stonoga, ničvrednost, sebeljubnost, vsevednež. 
V velelniških zloženkah je na mestu prve sestavine velelnik, druga sestavina pa je samostalnik (kaži-pot, klati-vitez) (Bajec idr. 1971: 156).
Primeri velelniških zloženk: zahvalibogca, trinog, Kuripečič, cepidlaka, kažimed, kažipot, klativitez, Držimir, Gojimir, Mstislav, Pecikozič, Zalecajrep, Tresiglav.    
V imenskih zloženkah je v obeh delih ime (samostalnik ali pridevnik), sestavini pa povezuje vezni vokal -o- (oziroma -e- za mehkimi konzonanti). Imenske zloženke se delijo na tri podvrste: svojstvene, glagolske in sintaktične imenske zloženke (Bajec idr. 1971: 156). 
Svojstvene imenske zloženke. Sestavini sta povezani v enoto in nastopata kot pridevnik ob potencialnem samostalniku s pomenom človek (trd-o-glav-ø – trdoglav človek; zlatorog) (Bajec idr. 1971: 156).
Glagolske imenske zloženke. Druga sestavina ima glagolsko osnovo (drv-o-sek-ø). Sestavina iz glagolske osnove je osnovna beseda, prva sestavina pa je določilna. Glagolska oblika določa funkcijo določilne besede. Ker je glagolska beseda v stavku v funkciji povedka, je lahko beseda ob njej (v zloženki je to določilna beseda) osebek, predmet ali prislovno določilo (osebek: kolo-tek = kolo teče, predmet: konje-der = konje dere, prislovno določilo: uho-laz = v uho leze). Glagolske zloženke imajo vedno stavčni pomen, izjema so le nekatere zloženke, npr. drevo-red, slavo-lok, brzo-vlak ipd. (Bajec idr. 1971: 156)
Primeri glagolskih imenskih zloženk: drvosek, listognoj, vinotok, kolotek, konjeder, uholaz, grdogled.
Sintaktične imenske zloženke. Nastale so iz sintaktične zveze, to je iz enotnega pojma, sestavljenega iz dveh polnopomenskih besed, ki dajeta skupaj pomen, različen od posamezne sestavine (velika noč, Škofja Loka).Najprej so nastali pridevniki (velik-o-noč-en, škofj-e-loš-ki), iz njih pa še samostalniki (velik-o-noč-n-ica, Škofj-e-loč-an) (Bajec idr. 1971: 156).
Primeri sintaktičnih imenskih zloženk: škofjeloški, velikolaški, višnjegorski, slovenjbistriški, velikonočen.
Če sta obe sestavini zloženke tuji, slovenski zakoni za zlaganje ne veljajo, zato se zloženke, kot so avtomehanik, fotoaparat, kinooperater ipd., lahko rabi (Bajec idr. 1971: 157).
Zloženke, katerih sestavine so spete z veznim vokalom -o-/-e- ali -i- in imajo samo en poudarek, pišemo skupaj. Nekaj primerov: vinógrad, srakopèr, hudoúrnik, volkodlák, samoúk, svojeglávec, rdečerépka, črvojédina, jajcevòd, poljedélec (Bajec idr. 1971: 91)
Zloženke, katerih sestavine niso spete z veznim vokalom (sklopi) imajo en poudarek ali več poudarkov. Če imajo en poudarek, se pišejo skupaj (neprídiprav, prídanič, bognasváruj, nebodigatréba, vnébohod, očenàš), če imajo posamezne sestavine še svoj poudarek, se pišejo narazen, in ne z vezajem (péš pót, móž beséda, žàl beséda, mójster skáza, možícelj vstajáč) (Bajec idr. 1971: 91).
Anton Bajec, Rudolf Kolarič in Mirko Rupel. Slovenska slovnica: Neizpremenjena izdaja iz l. 1968 z razširjenim kazalom. Ljubljana: Državna založba Slovenije, 1971.